# Polimero P(NDI2OD-T2)

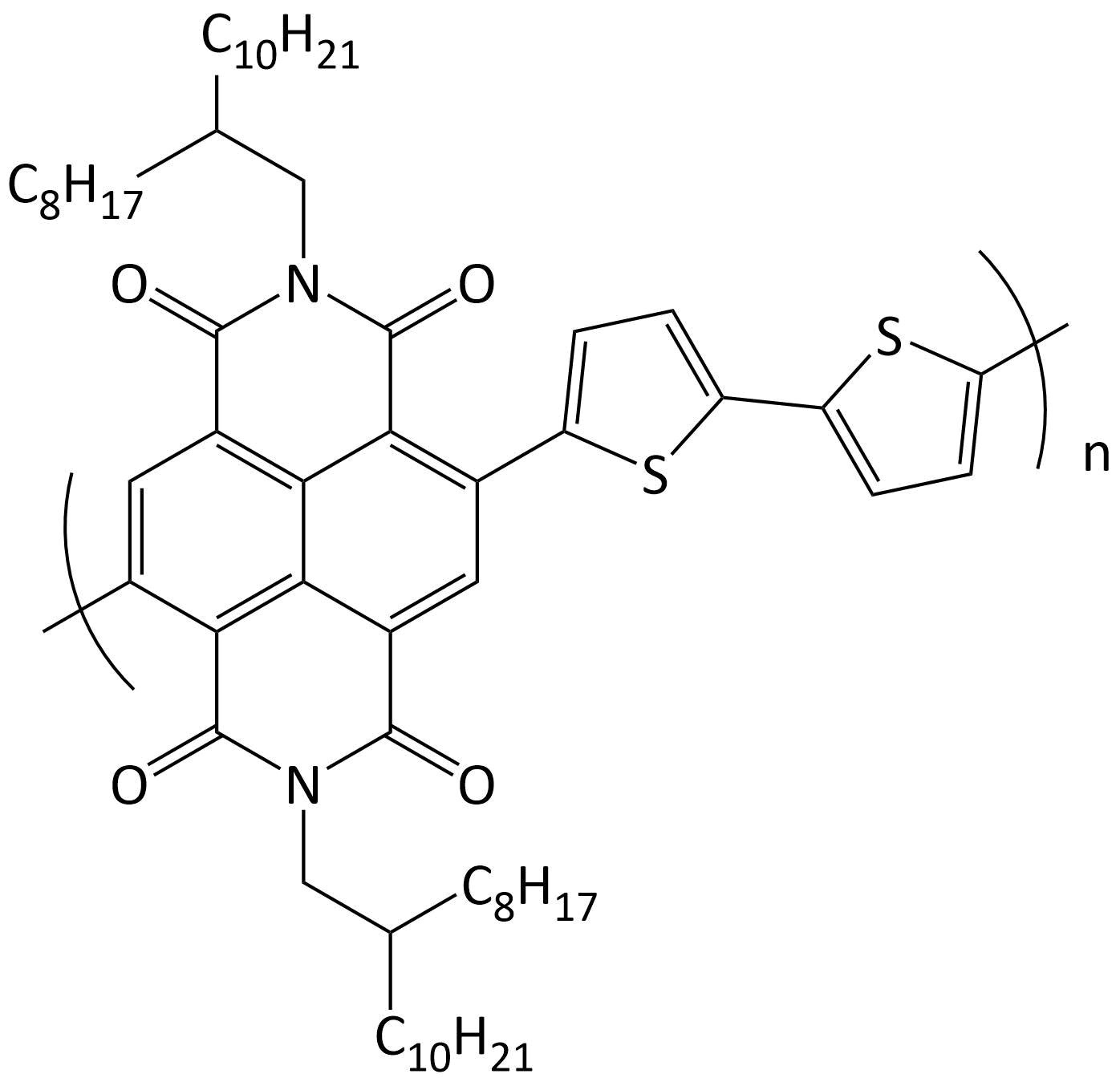
Struttura chimica del polimero P(NDI2OD-T2)

Il polimero P(NDI2OD-T2), anche noto come N2200 (o con il suo nome IUPAC poly{[N,N′-bis(2-octyldodecyl)-naphthalene-1,4,5,8-bis(dicarboximide)-2,6-diyl]-alt-5,5′-(2,2′-bithiophene)} ), è senza dubbio uno dei polimeri a base naftalenica più celebri e studiati. Il polimero P(NDI2OD-T2) è un copolimero organico, semiconduttore di tipo n, composto da due unità ripetenti: la naftalen diimmide e il bitiofene. 
Le naftalen diimmidi (NDI) derivano dalla naftalen dianidride (NDA) che a sua volta è ottenuta dall'ossidazione di un  idrocarburo policiclico aromatico più esteso, il pirene. Le NDI possono essere funzionalizzate con due gruppi laterali che garantiscono un aumento di solubilità nei solventi più comuni e al contempo permettono di modificare la struttura cristallina del materiale e le interazioni intermolecolari.  Come riportato da Shukla, D. et al., la struttura elettronica delle NDI non viene particolarmente alterata al variare dei sostituenti attaccati agli atomi di azoto dei due gruppi immidici. Questa caratteristica, assieme alla loro sintesi semplice (di un passaggio solo) a partire da un composto commercialmente disponibile e poco costoso come la NDA, ha reso i materiali a base di NDI molto popolari: numerosi studi sono stati effettuati relativamente alla lunghezza, alla ramificazione, alla polarità e alle interazioni sia intra- che inter- molecolari delle catene laterali. 
Il P(NDI2OD-T2) pristino ha una conducibilità nell'ordine di 10-7 S cm-1 e una mobilità dei portatori di carica di circa 6 x 10-2 cm2 V-1 s-1. Tali valori possono essere drasticamente aumentati mediante modificazioni chimiche della sua struttura o tramite drogaggio con una molecola donatrice di elettroni.

## Sintesi
Essendo il P(NDI2OD-T2) un copolimero, prima di poterlo sintetizzare è necessario disporre dei due co-monomeri di cui è composto: il bitiofene e la naftalen diimmide. 

### Br2-NDA

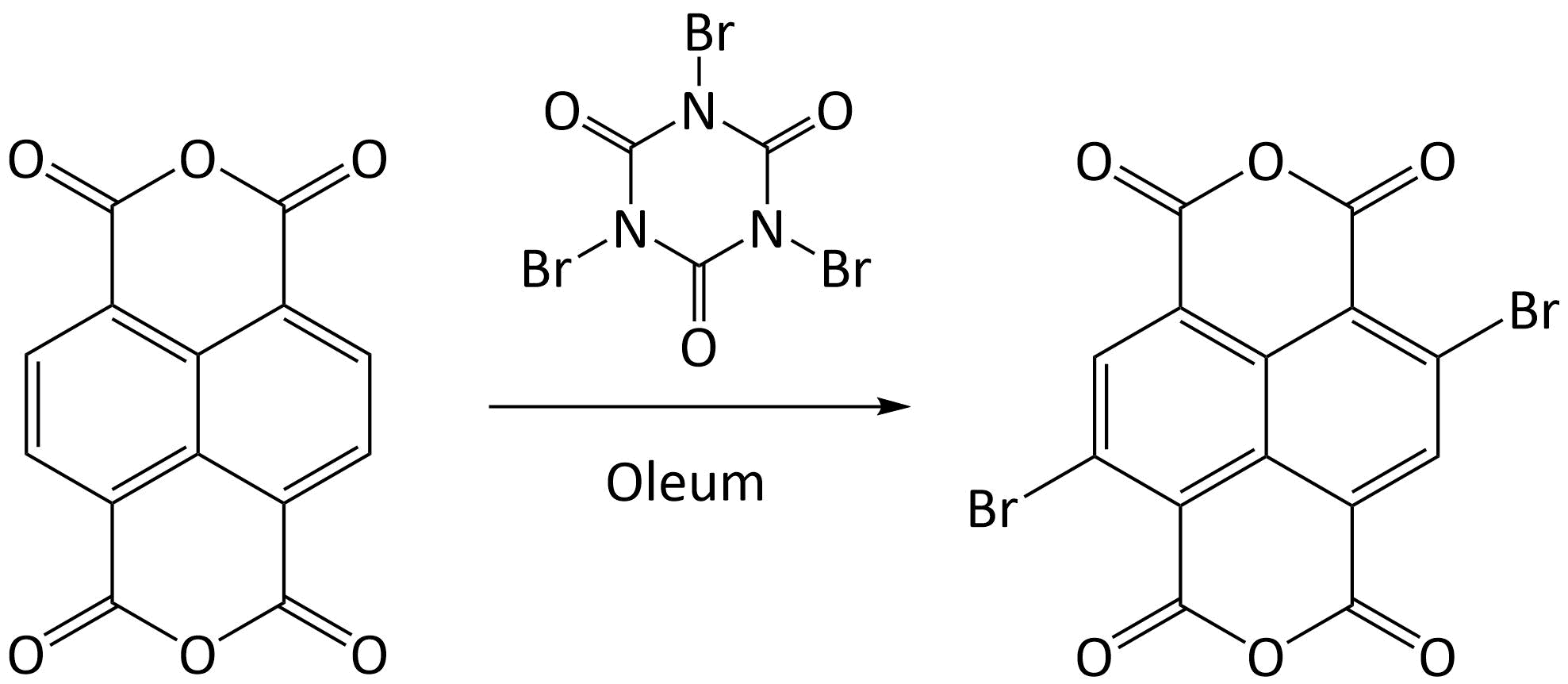
Bromurazione della naphtalene dianhydride con acido tribromo isocianurico

Il primo passaggio consiste nella bromurazione nelle posizioni 2 e 6 della naftalen dianidride (NDA). Infatti è in queste posizioni che durante la polimerizzazione si forma un legame chimico con il bitiofene. La NDA (1 mmol, 1 eq.) viene sciolta in oleum (10 mL) e lasciata 2 ore sotto agitazione a 50 °C. Successivamente viene aggiunta goccia a goccia una soluzione di 1 mmol (1 eq.) di acido dibromo isocianurico (o, in alternativa, di acido tribromo isocianurico, un agente bromurante migliore) in oleum (5 mL). La soluzione risultante viene quindi lasciata sotto agitazione a 90 °C per 2 giorni.  Alla fine del processo, dopo un primo raffreddamento fino a temperatura ambiente, la soluzione viene versata in un contenitore contenente ghiaccio tritato (40 g) e addizionata di acqua (40 mL) per neutralizzare l'acido usato come solvente. Il tutto viene lasciato sotto agitazione per 1 ora. Il precipitato così ottenuto viene separato per filtrazione  e lavato ripetutamente con acqua e metanolo. Alla fine del processo, il prodotto Br2-NDA viene essiccato sotto vuoto per rimuovere le tracce dei solventi di lavaggio. La resa della reazione è di circa 82%.

### Br2-NDI2OD

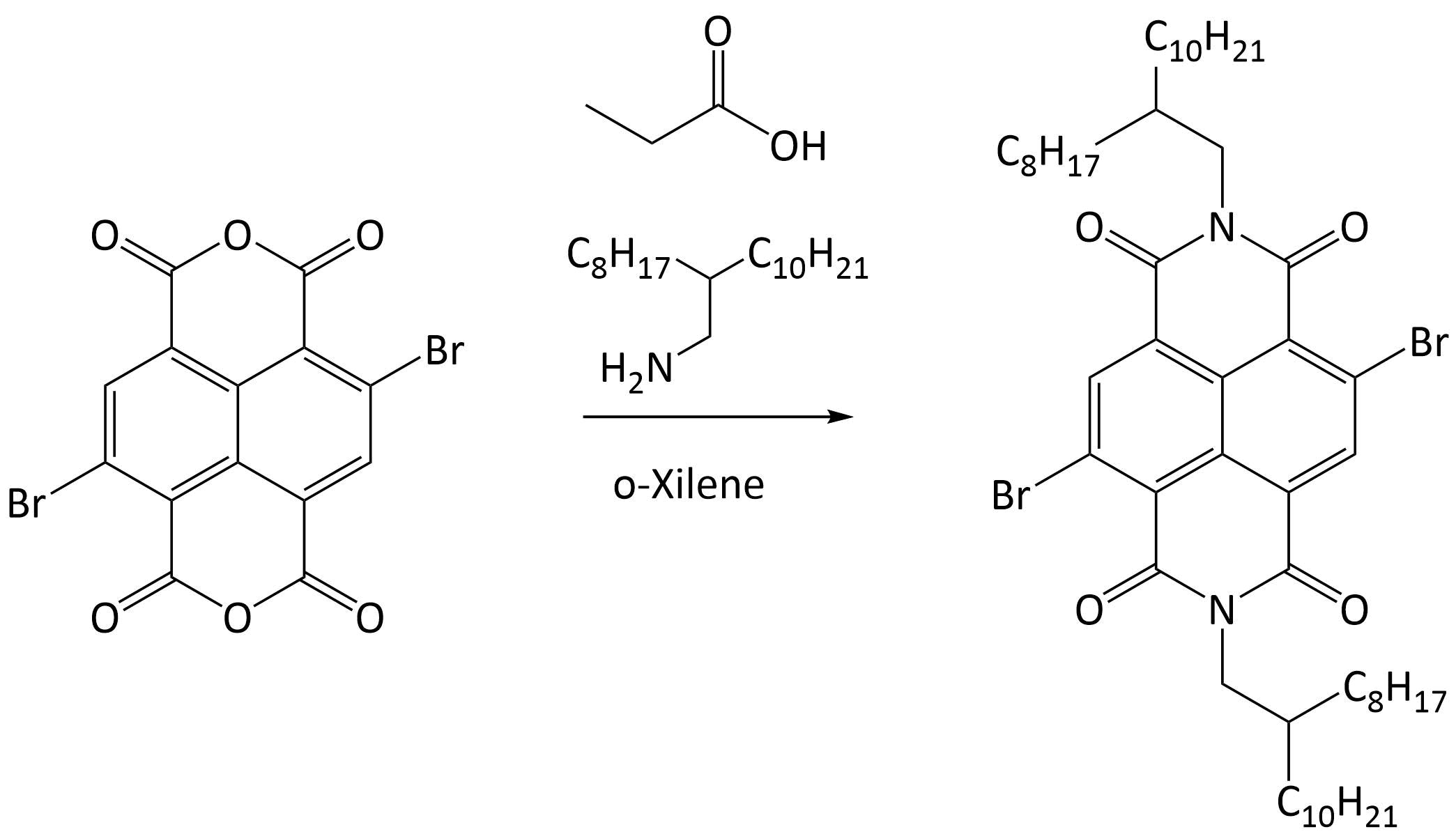
Reazione di funzionalizzazione della 2,6-dibromo Naphtalene Dianhydride con 2-Octyldodecylamine

A causa della sua struttura, caratterizzata da forti interazioni di tipo π-π tra gli anelli naftalenici, la 2,6-dibromo Naphtalene Dianhydride (Br2-NDA) ha una solubilità estremamente ridotta nella maggior parte dei solventi organici comuni. Affinché il polimero ottenuto da tale molecola possa essere processabile facilmente, è necessario incrementare la solubilità della struttura, attaccandoci dei gruppi solubilizzanti, nello specifico delle catene alchiliche ramificate. La Br2-NDA (1 mmol, 1 eq.) viene disciolta in o-xilene (4 mL) con acido propionico (2 mL) e 2-octyldodecylamine (2.5 mmol). La soluzione così ottenuta viene riscaldata a 140 °C per 2 ore. Dopo aver lasciato raffreddare la soluzione, i solventi vengono rimossi mediante l'ausilio di un evaporatore rotante e il prodotto viene purificato per cromatografia a colonna su gel di silice utilizzando come eluente una soluzione di cloroformio:esano (1:1 in volume). Alla fine del processo si ottiene la naftalen diimide opportunamente funzionalizzata (Br2-NDI2OD) sotto forma di solido giallino, punto di partenza per la polimerizzazione del P(NDI2OD-T2). La resa della reazione è di circa 37%.

### Polimerizzazione
Il P(NDI2OD-T2) viene ottenuto tramite reazione di Stille,  oppure tramite policondensazione per arilazione diretta.

#### Reazione di Stille

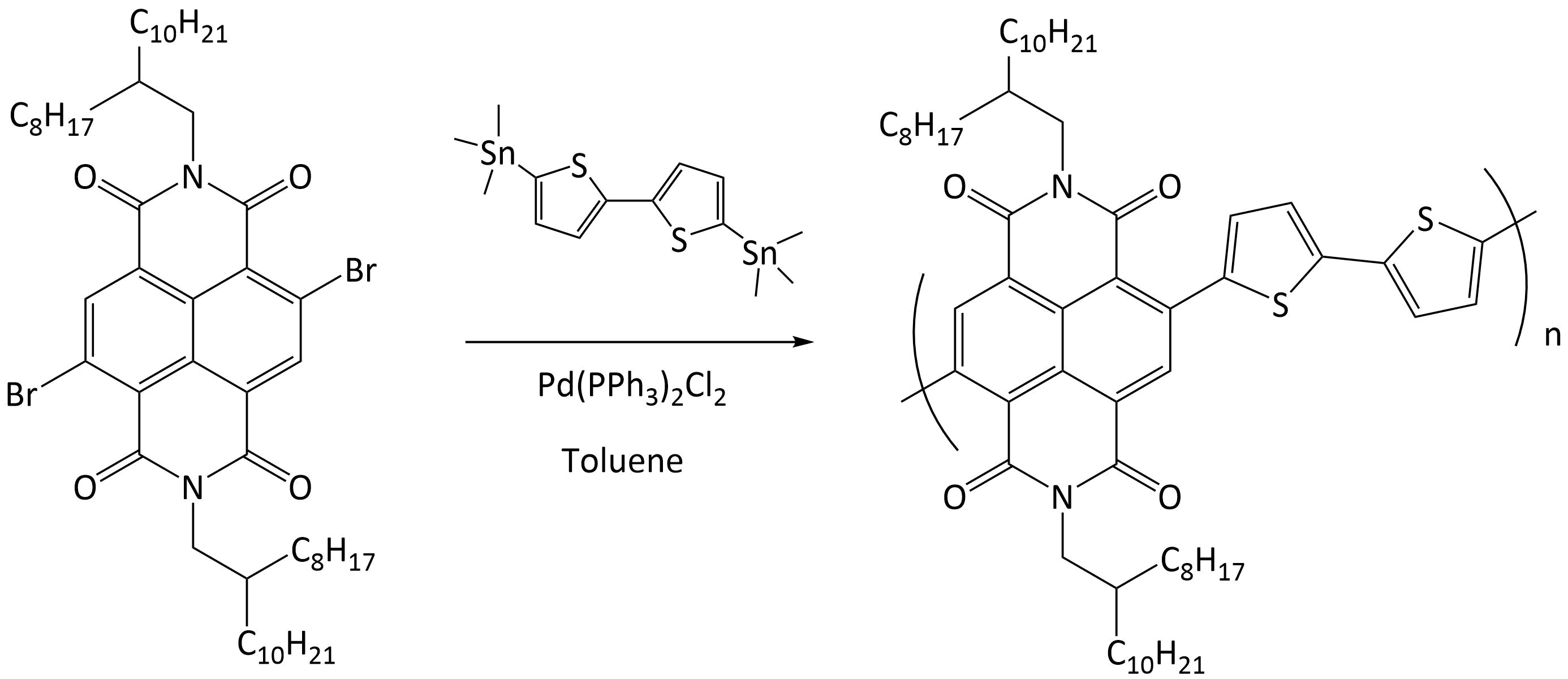
Polimerizzazione di Br2-NDI2OD e 5,5'-bis(trimethylstannyl)-2,2'-bithiophene tramite reazione di Stille

In un tubo Schlenk in atmosfera inerte (azoto o argon) i due co-monomeri Br2-NDI2OD (1 mmol, 1 eq.) e 5,5'-bis(trimethylstannyl)-2,2'-bithiophene (1 mmol, 1 eq.) vengono dissolti in 50 mL di toluene anidro. La soluzione viene lasciata 5 min sotto agitazione a temperatura ambiente per garantiere completa dissoluzione dei reagenti. Successivamente, sempre in condizione di atmosfera inerte, viene aggiunto il catalizzatore di palladio Pd(PPh3)2Cl2 (0.05 eq.). La soluzione così ottenuta viene riscaldata a 90 °C grazie ad un bagno ad olio e tenuta sotto agitazione per 4 giorni. In seguito vengono aggiunti, in atmosfera inerte, 2 mL di bromobenzene con scopo di terminare la polimerizzazione. La reazione viene lasciata a 90 °C, sotto agitazione, per ulteriori 12 ore. Infine la miscela viene lasciata raffreddare fino a temperatura ambiente. Aperto il tubo Schlenk, viene aggiunta una soluzione di fluoruro di potassio (10g in 20 mL di acqua). La soluzione così ottenuta viene lasciata sotto agitazione per 2 ore e in seguito estratta ripetutamente con cloroformio. Le frazioni organiche vengono riunite, essiccate con solfato di sodio (o in alternativa solfato di magnesio) e concentrate mediante ausilio di un evaporatore rotante. Il prodotto solido così ottenuto viene ridissolto in cloroformio e fatto precipitare prima con metanolo e poi con acetone. Infine, le frazioni di polimero con i pesi molecolari minori vengono rimosse mediante estrazione con soxlet con acetone (il processo continua fino a quando il solvente di estrazione non risulta completamente trasparente, segnale della completa rimozione delle catene polimeriche più corte). Il rimanente solido blu scuro viene essiccato a pressione ridotta. La resa della reazione è del 91%. Il peso molecolare medio del polimero ottenuto è di circa 260 kDa con un indice di polidispersione di circa 6.

#### Arilazione Diretta

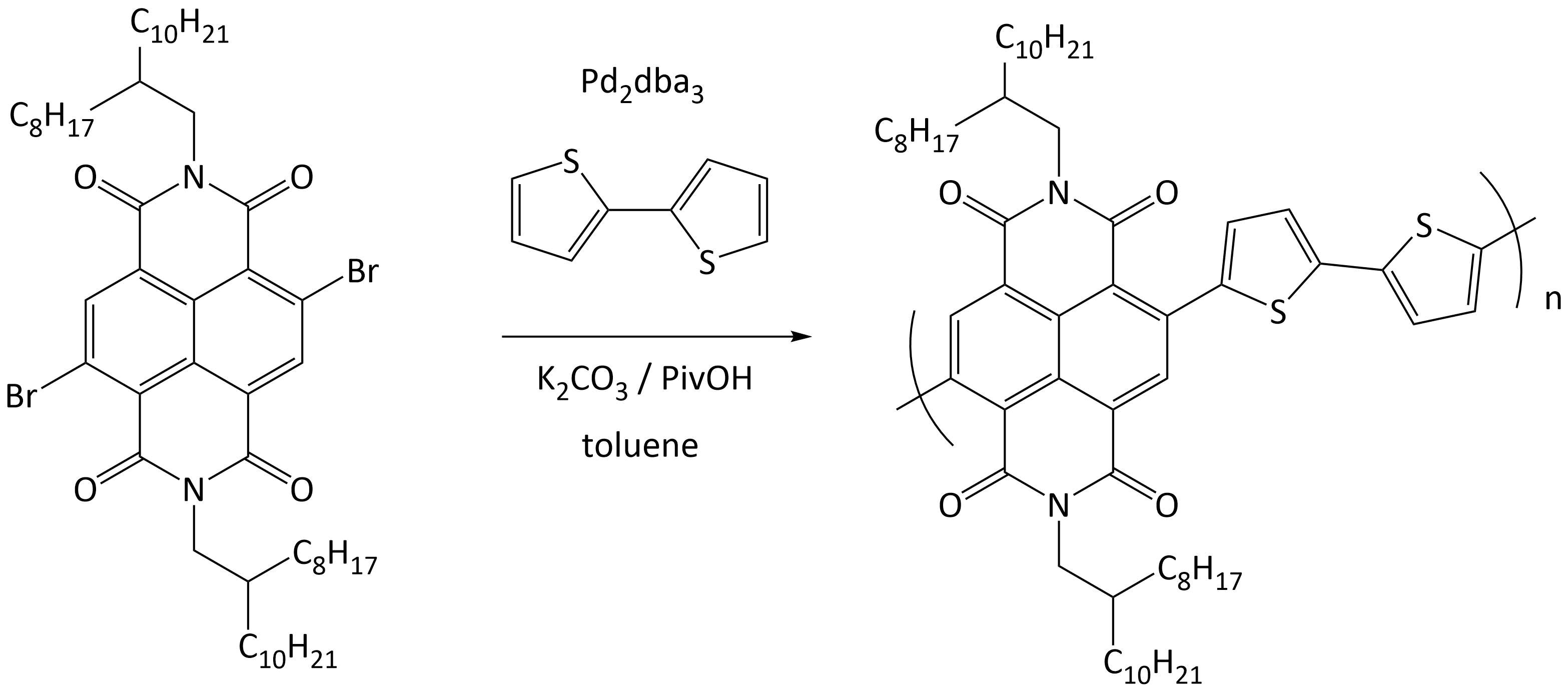
Policondensazione per arilazione diretta del polimero P(NDI2OD-T2)

Una alternativa alla polimerizzazione mediante reazione di Stille è la policondensazione per arilazione diretta. Tale via sintetica ha numerosi vantaggi come ad esempio il non ricorrere a composti tossici come gli stannani richiesti dalla reazione di Stille. In un contenitore anidro, in atmosfera interte vengono inseriti la Br2-NDI2OD (1 mmol, 1 eq.), il bitiofene (1 eq.), il carbonato di potassio (3 eq.), l'acido pivalico (1 eq.) e infine del toluene anidro e degasato (1.8 mL). La miscela così ottenuta viene lasciata per 5 minuti sotto agitazione a temperatura ambiente. Successivamente viene aggiunto il catalizzatore tris(dibenzilideneacetone)dipalladio(0) (0.01 mmol). La soluzione viene quindi lasciata sotto agitazione a 100 °C per 14 h. Successivamente, la soluzione viene raffreddata fino a temperatura ambiente e addizionata di 60 mL di cloroformio e precipitata con 600mL di metanolo. Infine le frazioni di polimero a più basso peso molecolare vengono rimosse mediante estrazione con soxlet con acetone, acetato d'etile e esano, in questo ordine. Il solvente di estrazione viene cambiato quando la soluzione estratta risulta essere completamente trasparente. Il materiale viene infine recuperato mediante cloroformio ed essiccato. La resa del processo è di circa il 100% e il peso molecolare medio del polimero ottenuto è di circa 120 kDa con un indice di polidispersione di circa 4.

## Struttura

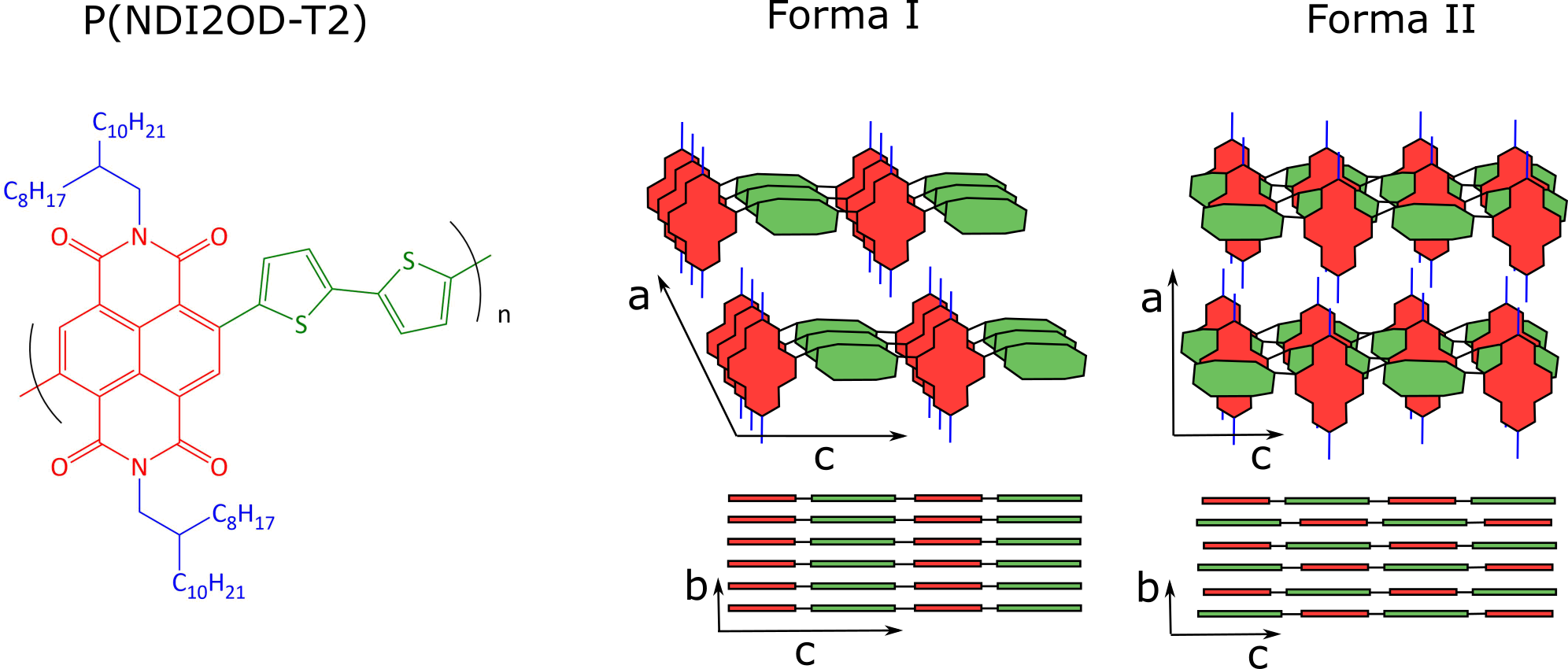
Struttura dei due polimorfi del polimero P(NDI2OD-T2)

A causa dell'ingombro sterico, il piano su cui giace l'unità di NDI e il piano su cui giacciono gli anelli tiofenici del polimero non sono paralleli, anzi, come sottolineato da Giussani, E. et al., l'energia conformazionale del P(NDI2OD-T2) in funzione dell'angolo di torsione tra tiofene e naftalene ha due minimi: il primo (minimo relativo) corrispondente ad una torsione di 42° tra i due piani (conformazione syn); il secondo (minimo assoluto) corrisponde ad una torsione di 138° (conformazione anti). Come sottolineato da Wang, S. et al. questa elevata torsione nella struttura del polimero, unita con il forte carattere donatore-accettore dei due monomeri, causa una forte localizzazione di carica del polarone che risulta essere quasi interamente distribuito su un'unica unità ripetente di NDI.
Il P(NDI2OD-T2) può essere ottenuto in due diversi polimorfi noti come forma I e forma II tramite cristallizzazione epitassiale. La forma I è caratterizzata dalle unità naftaleniche e tiofeniche che sono accatastate in modo separato tra loro; la forma II invece è caratterizzata da un accatastamento alternato tra le unità naftaleniche e tiofeniche. I film depositati mediante spin-coating hanno una struttura simile alla forma I, ma anziché avere le unità naftaleniche parallele al substrato e le unità tiofeniche ruotate, hanno le unità tiofeniche parallele al substrato e le unità naftaleniche ruotate di circa 42°.

## Drogaggio

### Droganti a base di benzimidazolo

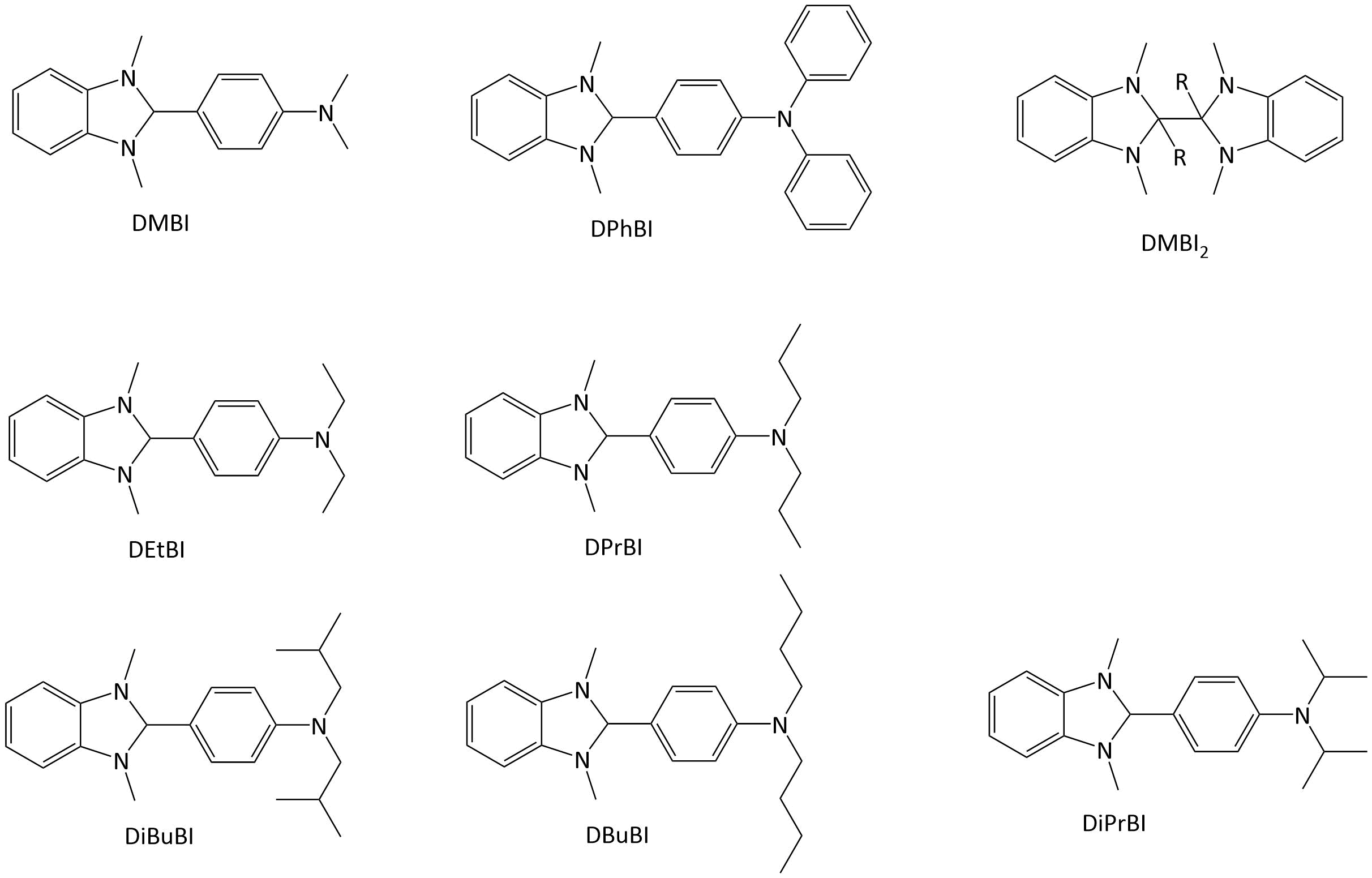
droganti a base di benzimidazolo

Per aumentarne la conducibilità elettrica, Shlitz et al. hanno drogato il polimero P(NDI2OD-T2) con due droganti a base di benzoimidazolo noti come DMBI (nome IUPAC: 1,3-Dimethyl-2-phenyl-2,3-dihydro-1H-benzoimidazole) e DPhBI (nome IUPAC: 4-(1,3-dimethyl-2,3-dihydro-1H-benzimidazol-2-yl)-N,N-diphenylaniline). Nel loro lavoro, hanno ottenuto conducibilità di 5 x10-4 S cm-1 per concentrazioni di drogante di circa il 10% in moli. Gli autori hanno anche osservato che un aumento nella concentrazione del drogante non è sempre accompagnato da un aumento della conducibilità elettrica del sistema: infatti, dopo una certa soglia di drogaggio, la conducibilità elettrica anziché aumentare, diminuisce. Questo è dovuto alla formazione di segregazioni di fase che separano drogante e polimero e che di fatto causano una diminuzione di interazione tra le due specie chimiche. Per massimizzare l'effetto del drogante è pertanto fondamentale aumentare la dispersione della molecola drogante all'interno del polimero. 
Naab, B. D. et al. hanno drogato il polimero P(NDI2OD-T2) utilizzando un dimero del drogante DMBI caratterizzato da un controione di dimensioni inferiori e da una efficienza maggiore (ogni mole di DMBI2 infatti è in grado di liberare il doppio delle cariche rispetto ad una mole di DMBI), ottenendo conducibilità elettriche fino a 3 x10-3 S cm-1. Saglio, B. et al. hanno sintetizzato diversi droganti a base di benzimidazolo funzionalizzati con catene alchiliche di diversa lunghezza sia lineari che ramificate. Gli autori hanno dimostrato che droganti funzionalizzati con catene alchiliche lunghe lineari o ramificate hanno delle prestazioni migliori, ottenendo conducibilità fino a 7 x10-3 S cm-1 con il drogante DiPrBI.

### Droganti a base di rodocene
Qi, Y. et al. hanno drogato il polimero P(NDI2OD-T2) con dimeri di rodocene ottenendo un aumento della conducibilità elettrica del polimero nell'ordine di 5-6 ordini di grandezza.

### Droganti con vapori di polietilenimina
Fabiano, S. et al. hanno sottoposto il polimero P(NDI2OD-T2) ai vapori di polietilenimina costituiti per la maggior parte di frazioni a basso peso molecolare del polimero, ottenendo conducibilità fino a 10-4 S cm-1.

## Polimeri simili

### P(NDI2OD-Tz2)

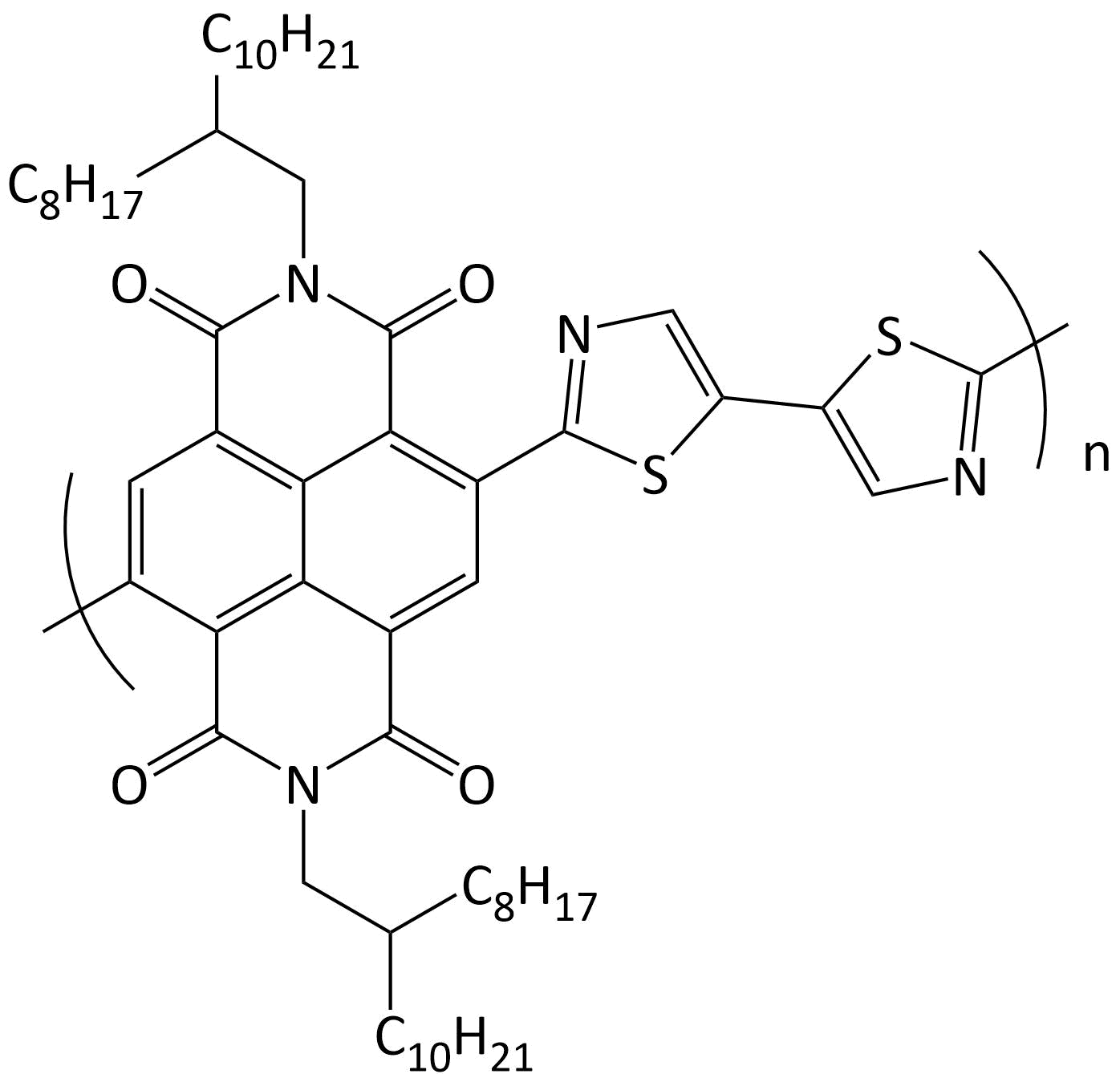
Struttura chimica del polimero P(NDI2OD-Tz2)

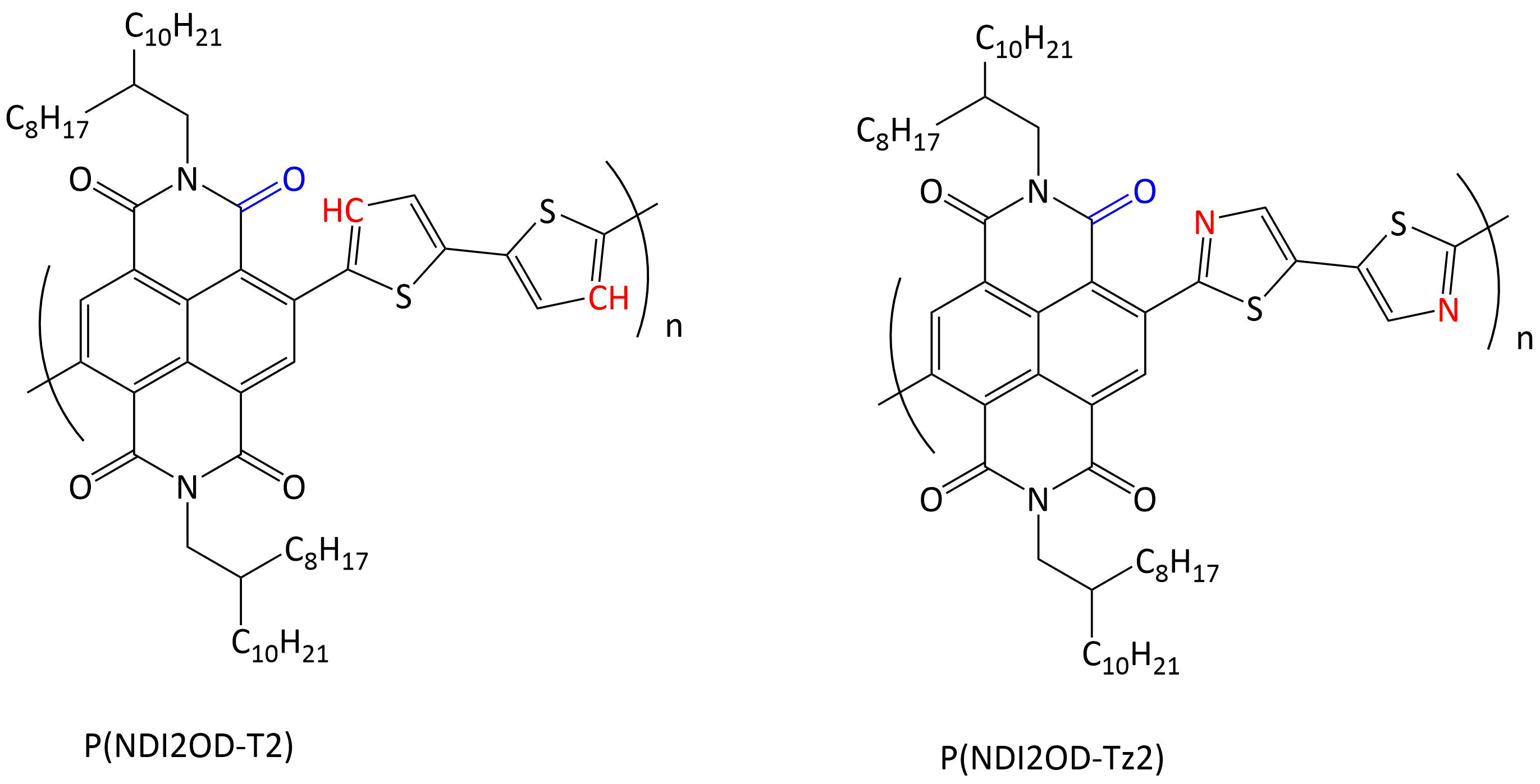
Differenze tra la struttura del polimero P(NDI2OD-T2) e del polimero P(NDI2OD-Tz2)

Come precedentemente sottolineato, se paragonato ad altri polimeri coniugati di tipo-n, come ad esempio il BBL, il P(NDI2OD-T2) non ha una struttura particolarmente planare e questo diminuisce la delocalizzazione del polarone e sfavorisce la conduzione di carica tramite meccanismi che non siano per hopping. Un approccio interessante alla risoluzione di questo problema è stato proposto da Wang, S. et al. Gli autori hanno sintetizzato un polimero simile al P(NDI2OD-T2), sostituendo le unità tiofene con delle unità tiazolo. In questo modo il polimero ha un ingombro sterico intra-molecolare inferiore e una libertà rotazionale maggiore. Se infatti nel polimero P(NDI2OD-T2), il tiofene ha un legame C-H diretto verso il gruppo carbonile dell'adiacente unità NDI, nel polimero P(NDI2OD-Tz2) il tiazolo ha solo un atomo di azoto, stericamente meno ingombrante.  Secondo quanto riportato dagli autori, il polimero risulta notevolmente più planare rispetto al P(NDI2OD-T2), con tutte le conformazioni con un angolo di torsione (tra tiazolo e NDI) compreso tra +20° e -20° popolate a temperatura ambiente. 

#### Sintesi

##### Br2-NDI2OD-Tz2

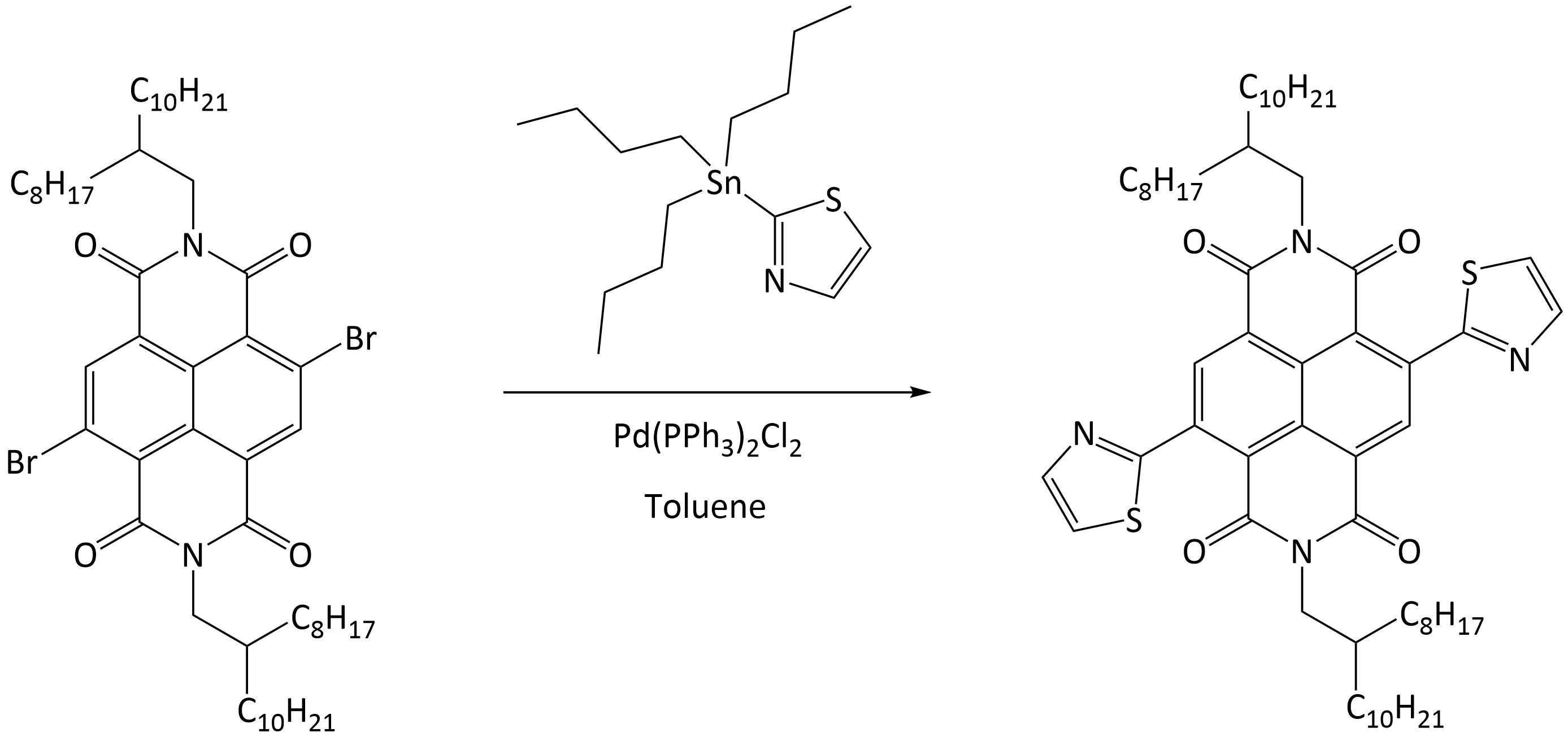
Funzionalizzazione della Br2-NDI2OD con tiazolo

Partendo dal composto di partenza Br2-NDI2OD, è necessario funzionalizzare le posizioni 2 e 6 della struttura naftalenica con il tiazolo mediante reazione di Stille.
In un pallone di reazione anidro, viene inserita una soluzione di Br2-NDI2OD (1 mmol, 1 eq.) in 12 mL di toluene anidro. In seguito si aggiungono alla soluzione 2.4 eq. di 2-tri-n-butylstannylthiazole e 0.02 eq. di catalizzatore Pd(PPh3)2Cl2. Dopo aver lasciato la soluzione sotto agitazione a 90 °C per 16 ore, in atmosfera inerte, vengono aggiunti 20 mL di acetato di etile e la soluzione così ottenuta viene lavata con  brine. Successivamente la frazione organica viene essiccata con solfato di sodio (o, in alternativa, solfato di magnesio) ed infine il solvente organico viene rimosso a pressione ridotta con un evaporatore rotante. Il prodotto così ottenuto viene purificato mediante cromatografia a colonna con gel di silice utilizzando come eluente una soluzione di cloroformio : acetato di etile a polarità variabile passando da 100% cloroformio a 80% cloroformio e 20% acetato di etile. Il prodotto ottenuto (NDI2OD-2Tz) si mostra come un solido giallo-arancio e la resa di reazione è attorno al 99%.

##### NDI2OD-Tz2Br2

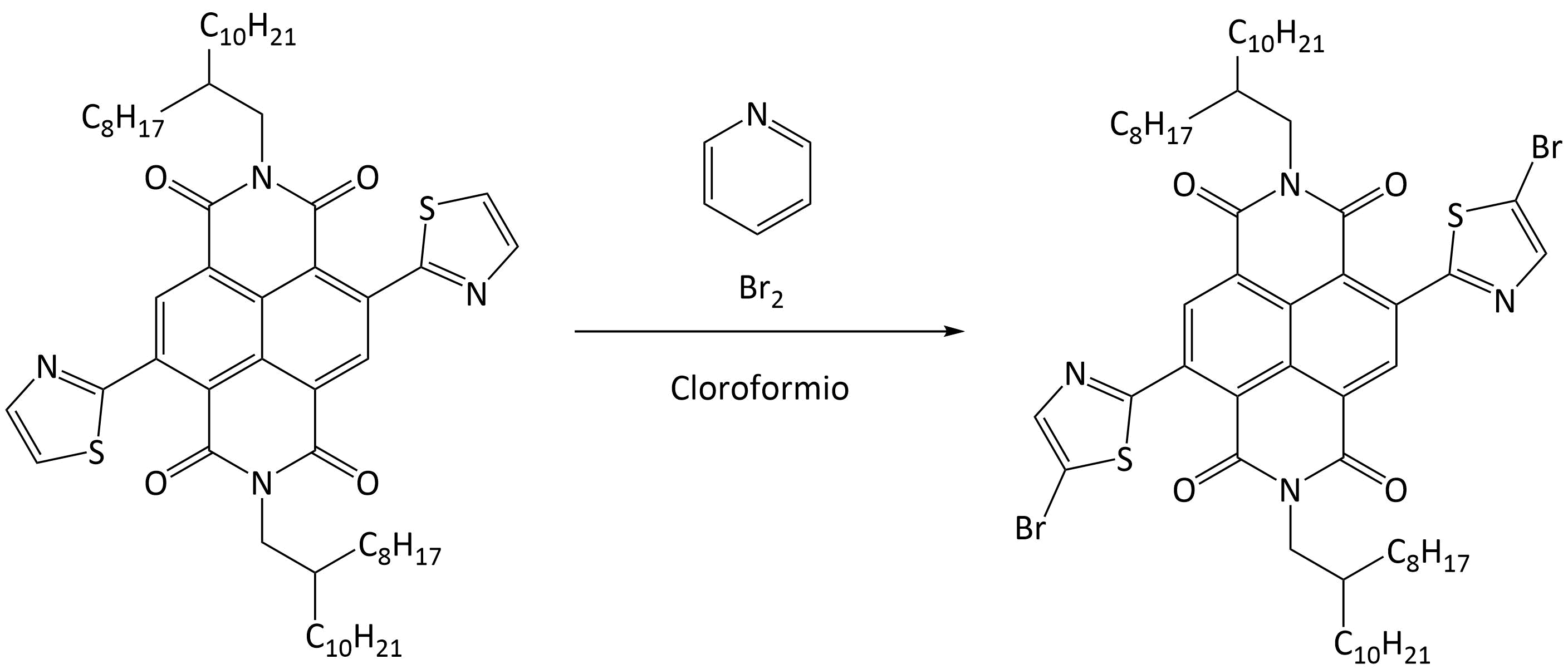
Bromurazione del composto NDI2OD-Tz2

Il passaggio successivo consiste nella bromurazione del composto appena ottenuto (NDI2OD-Tz2) nelle posizioni in cui dovrà avvenire la formazione dei legami chimici durante la polimerizzazione. In un tubo Shlenk in atmosfera inerte, viene disciolta 1 mmol (1 eq.) di NDI2OD-2Tz in 7 mL di cloroformio. Successivamente vengono aggiunti 4 eq. di piridina degasata. Infine vengono aggiunti goccia a goccia 9 eq. di bromo e la soluzione così ottenuta viene lasciata sotto agitazione, al buio, a 70 °C per 15 ore. Dopo aver lasciato raffreddare la soluzione fino a temperatura ambiente, 25 mL di acetato di etile vengono versati all'interno del tubo Schlenk. La soluzione organica viene travasata in un imbuto separatore e viene lavata con una soluzione satura di Tiosolfato di sodio in acqua. Il precipitato viene rimosso tramite filtrazione e lavato più volte con acetato di etile. Le diverse frazioni organiche vengono quindi riunite in un unico contenitore e sono nuovamente lavate con  brine e acqua. La parte organica viene quindi essiccata con solfato di sodio (o, in alternativa, con solfato di magnesio) e infine il solvente organico viene rimosso a pressione ridotta con un evaporatore rotante. Il prodotto grezzo viene infine purificato mediante cromatografia a colonna su gel di silice utilizzando una soluzione di cloroformio e acetato di etile con polarità variabile da 100% cloroformio fino a 85% cloroformio e 15% acetato di etile. Il prodotto NDI2OD-2TzBr2 si mostra come un solido arancione scuro. La resa della reazione è di circa 60%.

##### Polimerizzazione
All'interno di una Scatola a guanti in atmosfera inerte, il monomero NDI2OD-Tz2Br2 (1 eq) viene dissolto in THF (in concentrazione 10mg/mL). Successivamente, 3 eq di zinco di Rieke vengono aggiunti alla soluzione il cui colore vira drasticamente, passando da arancio a viola scuro. Dopo aver lasciato la soluzione sotto agitazione a temperatura ambiente per 1 ora, la soluzione viene filtrata mediante un filtro di PTFE (con pori di 0.45 µm di diametro). Nel frattempo, 0.05 eq di bis(acetonitrile)dichloropalladium(II) e 0.05 eq di tri-tert-butylphosphine vengono separatamente disciolti in THF e tenuti sotto agitazione per 10 min, in modo da garantirne la completa dissoluzione. Queste ultime soluzioni vengono quindi aggiunte alla soluzione contenente il monomero. La soluzione così ottenuta viene riscaldata a 65 °C e tenuta sotto agitazione per 20 min. Il polimero così ottenuto viene purificato dalle frazioni polimeriche a basso peso molecolare, mediante estrazione con soxlet usando metanolo, acetone, esano e cloroformio (il solvente viene cambiato solo quando la soluzione estratta risulta essere completamente trasparente). Il solido residuo viene infine disciolto in Clorobenzene e fatto precipitare mediante aggiunta di metanolo. Il solido così ottenuto viene recuperato tramite filtrazione ed essiccato mediante evaporatore rotante, scaldando a 40 °C. La resa della reazione varia tra il 70% e il 90%. il peso molecolare medio del polimero ottenuto è di circa 55 kDa con un indice di polidispersione di circa 2.

#### Drogaggio
In seguito a drogaggio con TDAE, gli autori hanno ottenuto conducibilità elettriche fino a 6 x10-2 S cm-1.

### P(NDI2TEG-T2)

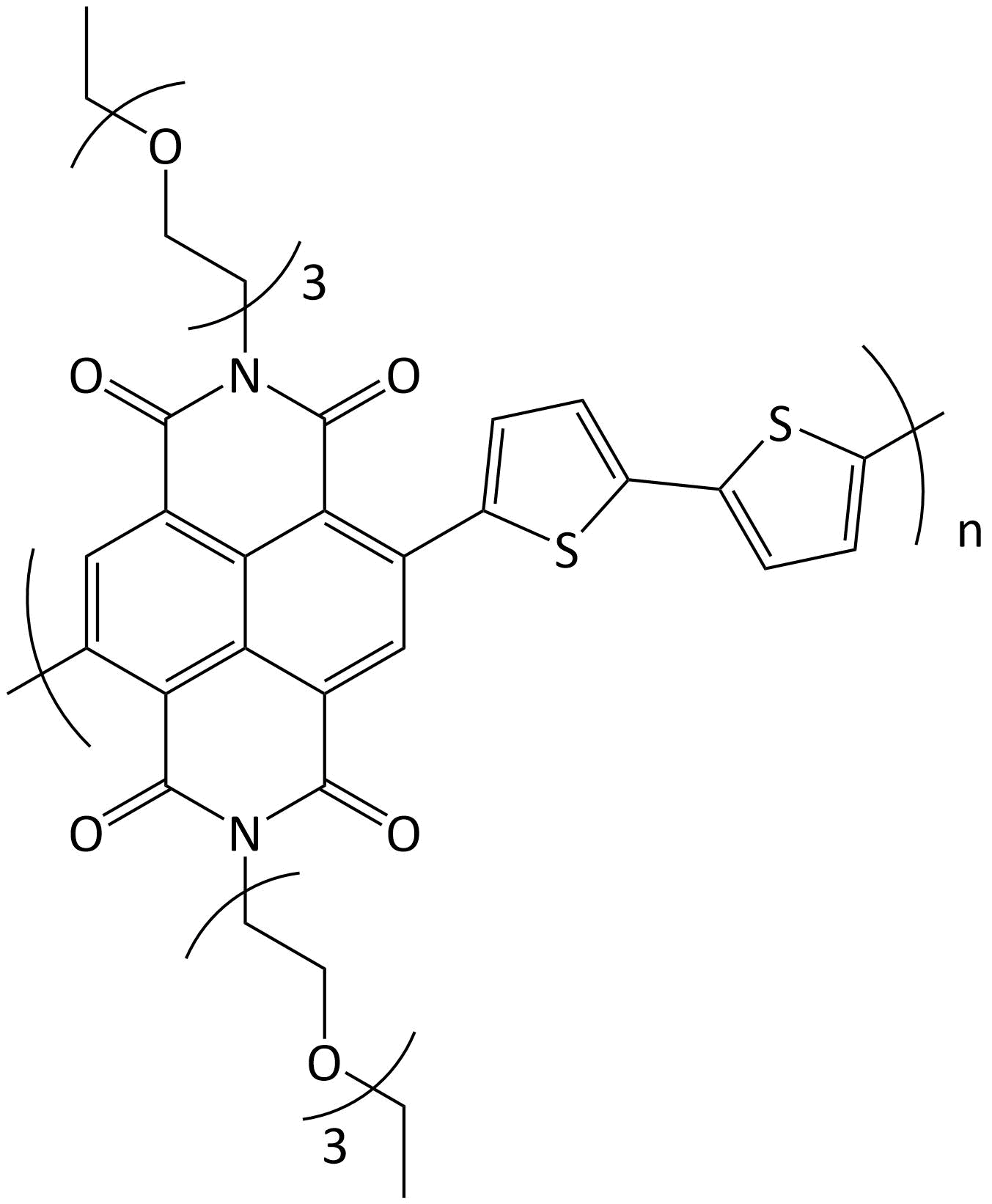
Struttura chimica del polimero P(NDI2TEG-T2)

Come dimostrato in precedenza, una buona miscibilità del polimero conduttore con la molecola drogante è fondamentale per poter raggiungere dei buoni ed efficaci tenori di drogaggio. Per migliorare questo aspetto del P(NDI2OD-T2), Liu, J. et al. hanno sostituito le catene alchiliche tipiche del polimero P(NDI2OD-T2) con delle catene glicoliche.

#### Sintesi
La sintesi del polimero P(NDI2TEG-T2) è molto simile a quella del polimero P(NDI2OD-T2), tranne per il fatto che anziché funzionalizzare la Br2-NDA con delle catene alchiliche ramificate (ottenendo così la Br2-NDI2OD), la si funzionalizza con delle catene glicoliche.

##### Br2-NDI2TEG

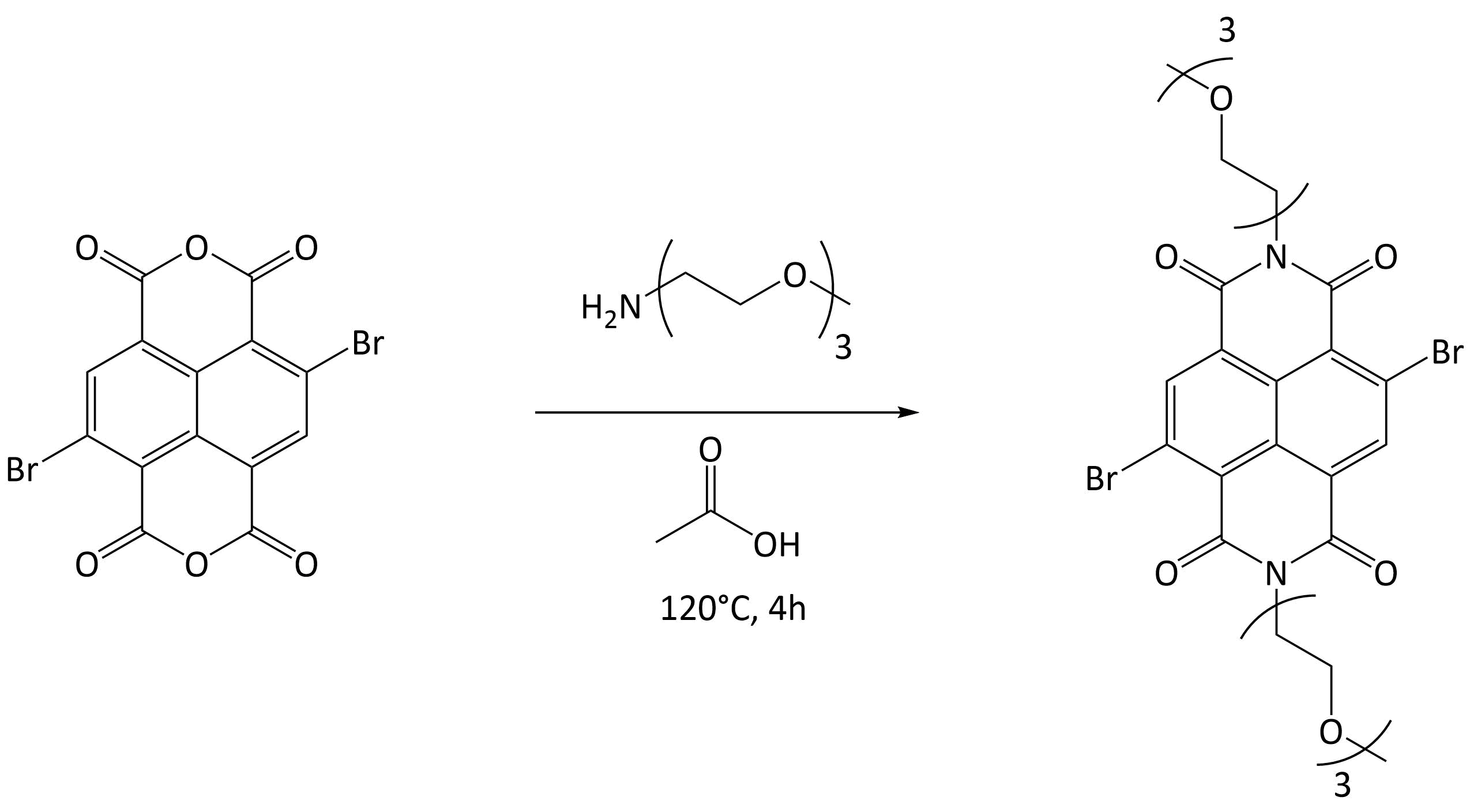
Sintesi della Br2-NDI2TEG

In un tubo Schlenk, si discioglie 1 mmol di Br2-NDA in 90 mL di acido acetico glacial. Successivamente si aggiungono 4 mmol di 2-(2-(2-Methoxyethoxy)ethoxy)ethan-1-amine. La soluzione risultante viene scaldata a 120 °C per 4 ore. Una volta che la reazione è tornata a temperatura ambiente, vengono aggiunti 160 mL di acqua e il precipitato marrone viene filtrato e lavato con acqua. Il grezzo di reazione viene quindi purificato mediante cromatografia a colonna su gel di silice usando come eluente una soluzione di 5% acetone e 95% DCM. Alla fine del processo si ottiene una polvere giallo acceso. La resa della reazione è di circa il 35%.

##### Polimerizzazione
La polimerizzazione del polimero P(NDI2TEG-T2) è simile alla reazione di polimerizzazione (mediante reazione di Stille) per il polimero P(NDI2OD-T2). Più dettagli possono essere trovati nell'articolo relativo.

#### Drogaggio
Quando drogato con DMBI, il polimero P(NDI2TEG-T2) raggiunge una soglia di conducibilità elettrica nell'ordine di 10-1 S cm-1, circa 2 ordini di grandezza in più del corrispondente P(NDI2OD-T2).